# Stenispa
Stenispa là một chi bọ cánh cứng trong họ Chrysomelidae.
Chi này được miêu tả khoa học năm 1858 bởi Baly.

## Các loài
Các loài trong chi này gồm:
- Stenispa attenuata Baly, 1877
- Stenispa batesii Baly, 1858
- Stenispa brevicornis Baly, 1885
- Stenispa clarkella Baly, 1858
- Stenispa collaris (Baly, 1858)
- Stenispa elongata Pic, 1922
- Stenispa gemignanii Monrós & Viana, 1947
- Stenispa graminicola Uhmann, 1930
- Stenispa guatemalensis Uhmann, 1939
- Stenispa metallica (Fabricius, 1801)
- Stenispa parallela Pic, 1930
- Stenispa parryi Baly, 1858
- Stenispa peruana Uhmann, 1930
- Stenispa proxima Monrós & Viana, 1947
- Stenispa robusticollis Pic, 1922
- Stenispa rosariana Maulik, 1933
- Stenispa sallei Baly, 1858
- Stenispa sulcatifrons Pic, 1928
- Stenispa vespertina Baly, 1877
- Stenispa viani Uhmann, 1938
- Stenispa vicina Baly, 1858